# Pelophila borealis
Pelophila borealis – gatunek chrząszcza z rodziny biegaczowatych, podrodziny Nebrinae i pleminia Pelophilini.

## Taksonomia
Gatunek został opisany w 1790 roku przez Gustafa von Paykulla jako Carabus borealis.

## Opis
Ciało długości od 8 do 11 mm, czarne z mosiężnym połyskiem. Rzędy przytarczkowe nieskrócone. Pokrywy z dwoma nieregularnymi rzędami dołków.

## Ekologia
Chrząszcz ten występuje na terenach bagnistych, wzdłuż wód.

## Występowanie
Gatunek północnopanpalearktyczny. W Europie wykazany z Irlandii, Wielkiej Brytanii, Szwecji, Białorusi, Łotwy, Estonii, Finlandii, Norwegii i  europejskiej Rosji. W Polsce znaleziono pojedynczego żywego osobnika w 1911 roku w Sopocie, gdzie został prawdopodobnie zawleczony. Poza Europą zasiedla: północny Ural, północną zachodnią Syberię, Kraj Krasnojarski, Kraj Chabarowski, Obwód irkucki, Jakucję, Półwysep Czukocki, Kamczatkę, Obwód magadański, Kuryle oraz Kanadę.